# Inquinamento causato dai pellets in plastica

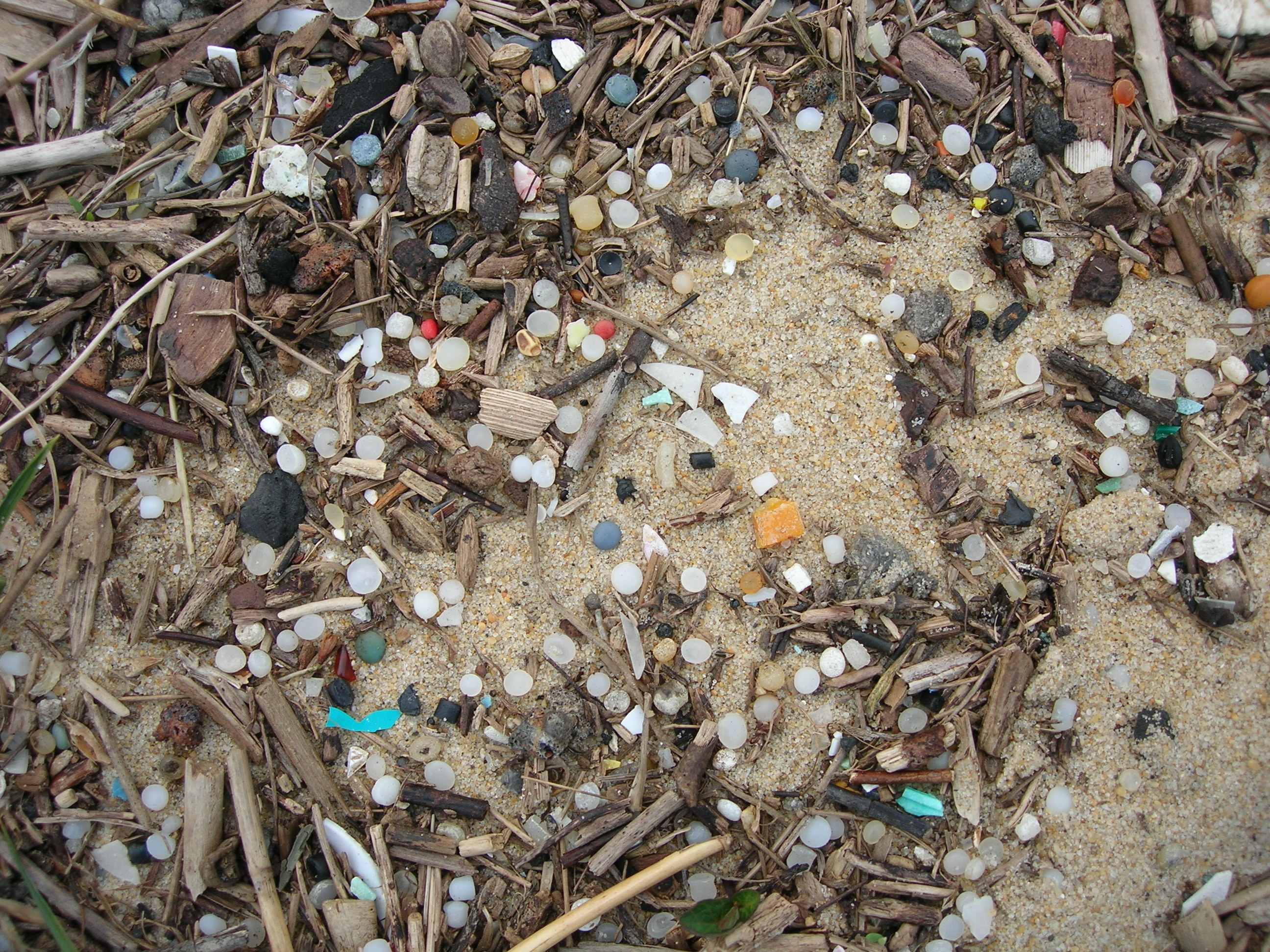
Pellet di plastica su una spiaggia nel sud-ovest della Francia, 2011

L'inquinamento causato da pellets di plastica è un tipo di inquinamento causato da pellets di plastica universalmente utilizzati come materie prima di partenza nei processi industriali per la produzione di oggetti in plastica. Nel contesto dell'inquinamento da plastica, questi pellets di plastica sono noti anche come "nurdles". Queste microplastiche vengono prodotte come intermedi industriali destinati ad essere fusi per formare i manufatti in plastica che saranno poi immessi nel mercato. La perdita dei pellets può verificarsi sia durante le fasi di produzione che di trasporto degli stessi. Quando vengono rilasciati nell'ambiente, creano un inquinamento persistente sia negli oceani che sulle spiagge. Si pensa che circa 230.000 tonnellate di nurdle finiscano ogni anno negli oceani, dove vengono spesso scambiate per cibo da uccelli marini, pesci e altri animali selvatici. A causa delle loro piccole dimensioni, sono difficili da rimuovere dall'ambiente naturale.

## Descrizione
I pellets o nurdles sono la seconda più grande fonte di microplastiche nell'oceano. Circa 27 milioni di tonnellate (60 miliardi di libbre) di nurdles vengono prodotti ogni anno solo negli Stati Uniti. Una libbra di HDPE pellettizzato contiene circa 25.000 nurdles (circa 20 mg per pellet). In genere sono sotto i 5 mm (0,20 in) di diametro.

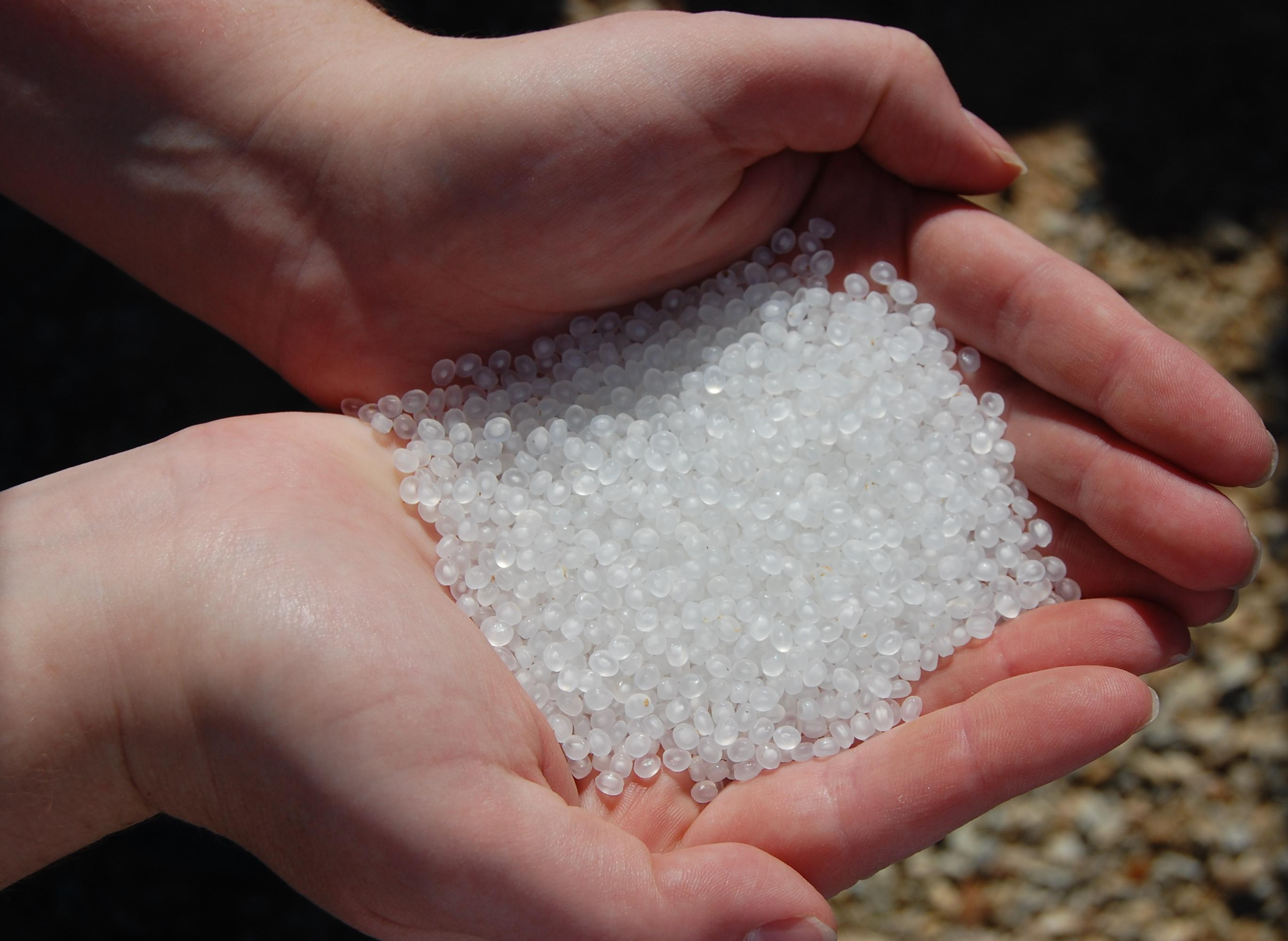
Una manciata di nurdle, sversata da un treno a Pineville, Louisiana, negli Stati Uniti

I pellet di materiali plastici sono classificati come microplastiche primarie, il che significa che sono stati prodotti intenzionalmente in dimensioni comprese tra 1 e 5 mm di diametro (mentre le microplastiche secondarie vengono create attraverso la fotodegradazione e l'erosione di pezzi di plastica più grandi, come bottiglie d'acqua e reti da pesca). Le microplastiche primarie costituiscono tra il 15% e il 31% della crescente quantità di inquinamento marino da microplastiche, che è correlato all'espansione della produzione di plastica su larga scala. Come le microsfere, i pellet di plastica di preproduzione possono essere rilasciati direttamente nell'ambiente come forma di inquinamento primario da microplastica.
Uno studio su un impianto di produzione di polietilene in Svezia ha rilevato che ogni anno dai siti di produzione entrano nell'ambiente tra i 3 ei 36 milioni di pellets di plastica. Questi nurdles si rovesciano durante il trasporto e la produzione e, a causa di precauzioni e normative inadeguate, milioni di pellet di plastica finiscono nei corsi d'acqua vicini e infine nell'oceano.

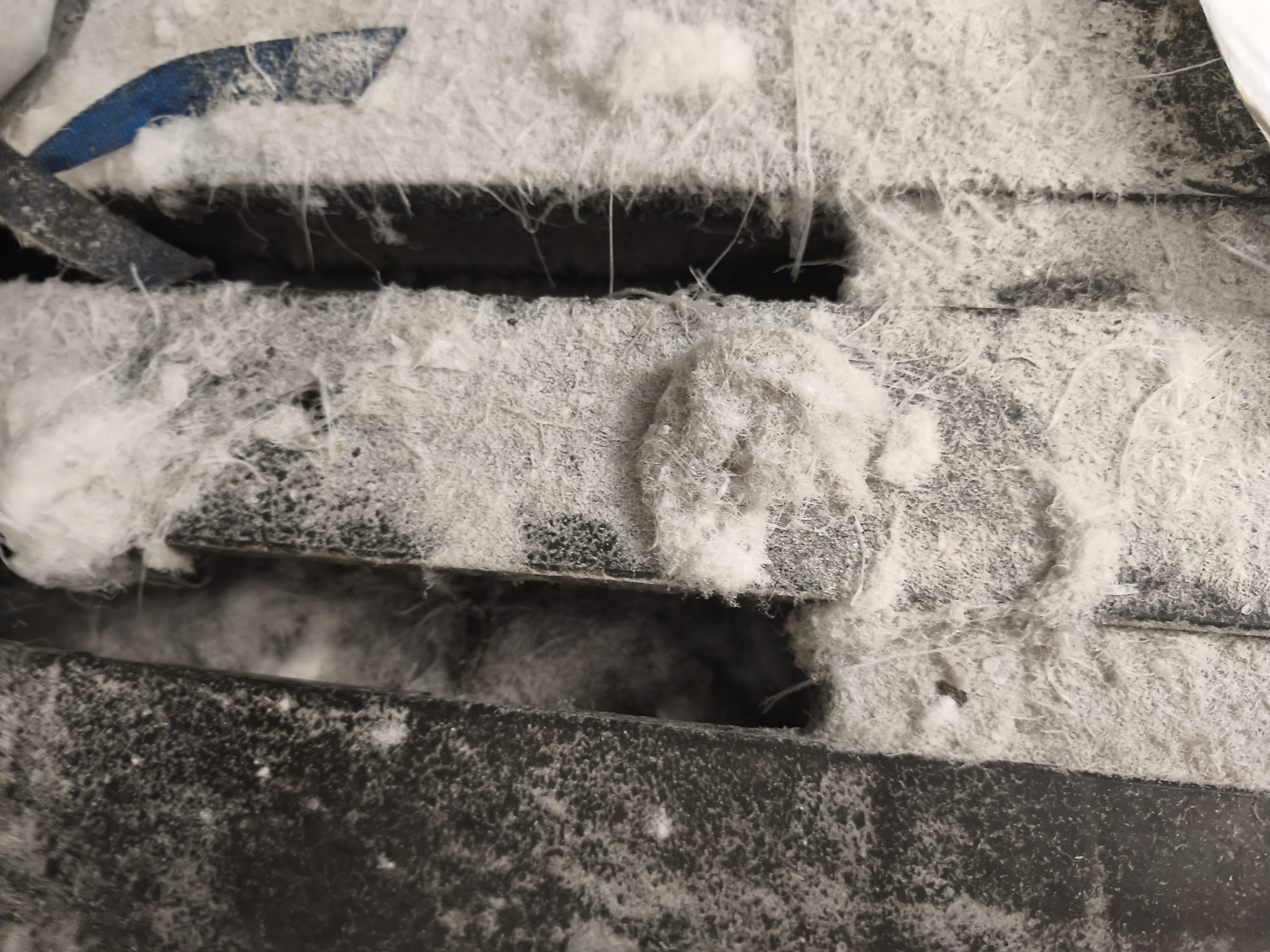
Capelli d'angelo prodotti dal trasporto pneumatico dei pellets in plastica

Il trasporto pneumatico dei pellets in plastica produce inoltre microplastiche denominate "capelli d'angelo". 

## Impatto ambientale
I nurdles sono uno dei maggiori contributori ai detriti marini . Durante uno studio di tre mesi sulle spiagge di Orange County, i ricercatori hanno scoperto che erano il contaminante più comune sulle spiagge. È stato dimostrato che i nurdles sulle spiagge balneari nell'East Lothian, in Scozia, sono ricoperti da biofilm di E. coli e Vibrio, secondo uno studio del 2019.
I nurdles che sfuggono dal processo di produzione della plastica nei corsi d'acqua o negli oceani sono diventati una fonte significativa di inquinamento da plastica degli oceani e delle spiagge. L'inquinamento da pellets di plastica che è stato monitorato negli studi era principalmente presente nei sedimenti e nelle aree di spiaggia ed è solitamente polietilene o polipropilene, i due principali polimeri plastici presenti nell'inquinamento da microplastica .
I nurdles sono stati trovati frequentemente nei tratti digestivi di varie creature marine, dove causano danni fisiologici mediante lisciviazione di plastificanti come gli ftalati. I nurdles possono trasportare due tipi di microinquinanti nell'ambiente marino: additivi plastici presenti in essi stessi e inquinanti idrofobici assorbiti dall'acqua di mare. Ad esempio, le concentrazioni di PCB e DDE sui nurdles raccolti dalle acque costiere giapponesi sono risultate fino a 1 milioni di volte superiori ai livelli rilevati nell'acqua di mare circostante.

## Incidenti principali

### 2012
- La Baia di San Francisco è stata bonificata dopo molteplici sversamenti di nurdle.[18]

- A Hong Kong, dopo essere stati spazzati via dal tifone Vicente il 24 luglio 2012, alcuni container del colosso petrolifero cinese Sinopec che trasportavano oltre 150 tonnellate di pellet di plastica sono stati lanciati in mare, lavandosi sulle coste meridionali di Hong Kong, come Shek O, Cheung Chau, Ma Wan e l'isola di Lamma . Sebbene, secondo Sinopec, i nurdles non siano tossici o pericolosi di per sé[19], la fuoriuscita ha sconvolto la vita marina e ha comportato la perdita di stock ittici negli allevamenti locali.[20]

### 2017
- Una fuoriuscita di circa due miliardi di nurdles (49 tonnellate) da un container nel porto di Durban ha richiesto lunghi sforzi di pulizia.[21] Questi nurdles sono stati avvistati anche sulla costa dell'Australia occidentale .[22]

- La Great Nurdle Hunt, che si è svolta dal 2 al 5 giugno 2017, in tutto il Regno Unito ha attirato l'attenzione sulla questione dell'inquinamento da pellets di plastica. Un programma avviato da Fidra, un ente di beneficenza ambientale scozzese, ha raccolto informazioni sui nurdles dai cittadini di tutta la regione utilizzando foto condivise per comprendere meglio la composizione dell'inquinamento nelle spiagge del Regno Unito.[23] Le cacce al nurdle avvenute all'inizio del 2017 hanno determinato che il 73% delle spiagge del Regno Unito presentava questo tipo di inquinamento.[24]

### 2018
Un incidente con un semirimorchio ha portato al rilascio di nurdles di colore blu brillante nel Pocono Creek e nei corsi d'acqua della Lehigh Valley, in Pennsylvania.

### 2020
Durante un temporale il 20 agosto, un container di 40 piedi (12 m) con 25 tonnellate di nurdles in arrivo dall'Asia è caduto dalla nave CMA CGM Bianca nel fiume Mississippi a New Orleans. A seguito dell'incidente non è stata effettuata alcuna bonifica. Le fuoriuscite di materiali pericolosi sono sotto la giurisdizione della guardia costiera, ma i nurdles non sono classificati come tali. Il Dipartimento per la qualità ambientale non ha chiarito di chi fosse la responsabilità delle operazioni di pulizia.

### 2021
Il 2 giugno 2021 la nave cargo X-Press Pearl è affondata al largo delle coste dello Sri Lanka, sversando sostanze chimiche e microplastiche e provocando il peggior disastro ambientale nella storia del Paese.

### 2023
- Nel gennaio 2023, il governo francese ha annunciato che intraprenderà un'azione legale contro "persone sconosciute" in risposta al vasto inquinamento da pellet di plastica lungo la costa della Bretagna che si pensa abbia avuto origine da container persi nell'Oceano Atlantico.[4]
- Dal dicembre 2023, le coste della Galizia stanno affrontando una crisi ambientale a causa di milioni di pellets provenienti dalla nave Toconao, battente bandiera liberiana, che ha perso sei container al largo di Viana do Castelo, in Portogallo[28].

## Situazione attuale
Dei 300 milioni di tonnellate di materiale plastico prodotte ogni anno, oltre 14 milioni di tonnellate finiscono negli oceani e la produzione di plastica continua ad aumentare.
- L'industria della plastica ha risposto al crescente interesse e preoccupazione per la perdita di pellet di plastica e le fonti di inquinamento. La certificazione Operation Clean Sweep è stata creata dal Plastics Industry Trade Association e dall'American Chemistry Council nel 2001, con l'obiettivo per i produttori di plastica di arrivare a zero perdite di pellets .[30] Questo programma di gestione volontaria fornisce ai suoi membri un manuale che li guida attraverso i modi in cui possono ridurre la perdita di pellets all'interno delle proprie strutture e fornisce la formazione necessaria.[31][32] Tuttavia, il programma non richiede alle aziende di conservare o segnalare alcun dato sulle fuoriuscite di pellet.[33]
- Nel 2007 la California ha approvato l'AB 258, che stabilisce misure che i produttori di pellets di plastica devono seguire durante la loro produzione e trasporto.[34] Questa misura preventiva include ispezioni da parte del personale dell'ente idrico regionale e statale e l'applicazione di buone pratiche industriali mirate a ridurre al minimo la quantità di fuoriuscite di pellet di resina plastica.[35]
- Nel 2008, la California ha approvato una "legge sul nurdle", che "nomina specificamente i pellet di plastica di pre-produzione (nurdles) come inquinanti".[36]
- Nel 2015 è stato approvato il Microbead-Free Waters Act, che vieta la produzione e la distribuzione di microsfere di plastica primaria per prodotti cosmetici.[37] Questo divieto ridurrà la quantità di pellet di plastica che finisce negli oceani impedendo che le particelle di microsfere vengano utilizzate nei prodotti per la cura dei cosmetici.[37]

## Azioni per creare consapevolezza
L'11 aprile 2013, al fine di creare consapevolezza, l'artista Maria Cristina Finucci ha fondato lo Stato del Garbage Patch all'UNESCO di Parigi davanti al direttore generale Irina Bokova . È il primo di una serie di eventi con il patrocinio dell'UNESCO e del Ministero dell'Ambiente italiano.
Il Great Nurdle Hunt è un progetto di citizen science che mappa l'inquinamento da pellets di plastica a livello globale. I dati raccolti vengono utilizzati per impegnarsi attivamente con l'industria e i responsabili politici per sviluppare soluzioni per prevenire un ulteriore inquinamento da pellets.